# Juan de Soria
Juan de Soria (falecido no dia 1 de outubro de 1246), também conhecido como Juan Díaz, Juan Domínguez de Medina ou Juan Ruiz de Medina, foi um prelado católico romano que serviu como bispo de Osma de 1231 a 1240 e bispo de Burgos de 1240 a 1246; para além da carreira eclesiástica, trabalhou na chancelaria do rei Fernando III de Castela a partir de 1211.